# Car Wash Hair
Car Wash Hair è un singolo della rock band statunitense Mercury Rev, pubblicato nel 1991, precedentemente all'uscita del primo LP Yerself Is Steam.
Le tracce Chasing a Bee (4-track Demo) e Coney Island Cyclone (4-track Demo) sono degli abbozzi di brani presenti su Yerself Is Steam. La quarta traccia, non accreditata in copertina, è presente solo in alcuni edizioni del disco.

## Tracce
1. Car Wash Hair (The Bee's Chasing Me) Full Pull - 6:45
2. Chasing a Bee (4-track Demo) - 8:45
3. Coney Island Cyclone (4-track Demo) - 3:45
4. Senza Titolo - 30:00

## Formazione
- Jonathan Donahue - chitarra, voce
- Grasshopper - chitarra
- Dave Fridmann - basso
- Suzanne Thorpe - flauto
- David Baker - voce

### Collaboratori
- Dean Wareham - voce